# فرانك كارزويل
فرانك كارزويل (بالإنجليزية: Frank Carswell)‏ هو لاعب كرة قاعدة أمريكي، (ولد في أتلانتا في الولايات المتحدة 1918 – 1994 م).